# Шен-де-Пюи

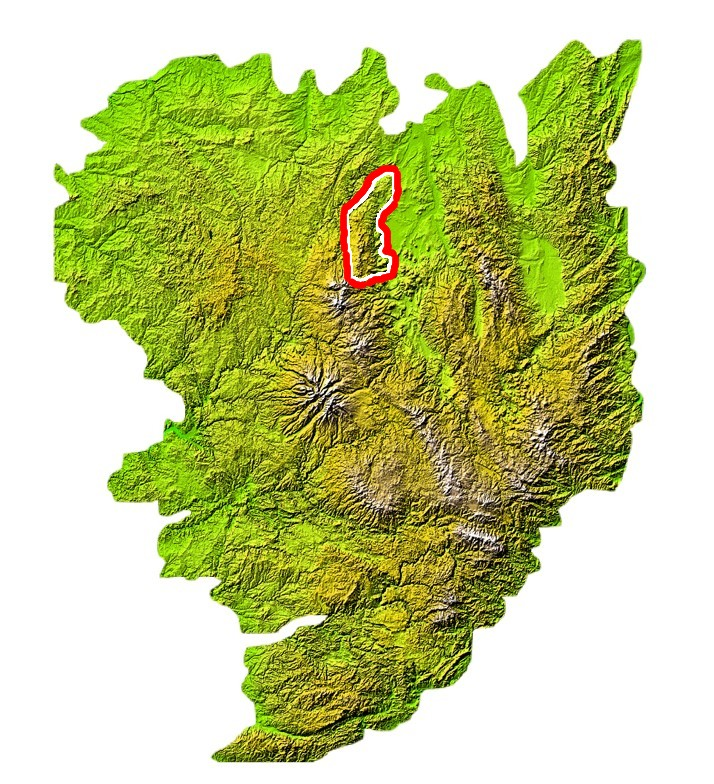
Расположение вулканов Шен-де-Пюи в Центральном массиве

Шен-де-Пюи (фр. Chaîne des Puys, букв. «цепь гор»), также называемая Мон-Дом (фр. Monts Dôme) — группа из примерно 80 вулканов, простирающаяся на расстояние 45 км на Плато-де-Дом на севере Центрального массива во Франции. Они составляют цепь вулканов Оверни, которые сами являются частью Регионального природного парка вулканов Оверни «Вулкания» (фр.).

## История
В июле 2018 года список Всемирного наследия ЮНЕСКО пополнил «геологический объект, являющийся выдающейся иллюстрацией процессов и характерных особенностей континентального разлома» — Цепь потухших вулканов Шен-де-Пюи, простирающаяся на 32 километра в длину и 4 километра в ширину. Это живописная часть Центрального горного массива Франции, состоящая из вулканических конусов, куполов, кратеров и маараов, часто заполненных водой и образующих кратерные озёра. Купола и кратеры Шен-де-Пюи сплошь покрыты пышными лесами, за что их часто называют «Зелёными вулканами».
Цепь потухших вулканов Шен-де-Пюи является сегментом Западноевропейского разлома, образовавшегося 35 миллионов лет назад. Сами же вулканы начали формироваться около 95 000 лет назад, а последние их извержения прекратились 8 400 лет назад.
В большинстве своём вулканы Шен-де-Пюи небольшие, их высота колеблется от 100 до 300 метров, исключением является вулкан Пюи-де-Дом, высота которого составляет 1463 метра над уровнем моря, а лавовый купол поднимается над гранитным плато на высоту 550 метров. С вершины Пюи-де-Дом, считающегося символом региона, открываются потрясающие виды на всю цепь Шен-де-Пюи, а в ясный день отсюда можно увидеть даже заснеженную вершину Монблана — самой высокой точки Альп. Гора Пюи-де-Дом считалась священной у галлов и древних римлян, последними на её вершине был возведен храм Меркурия, руины которого сохранились до наших дней. В 1876 году на вершине потухшего вулкана была построена первая горная метеорологическая обсерватория, которая работает по сей день.
Шен-де-Пюи и, в частности, Пюи-де-Дом являются одной из самых популярных природных достопримечательностей Франции.

## Этимология
Пюи-де-Дом — гора (1463 м), расположенная почти ровно в центре континентальной французской территории, у северо-западной оконечности Центрального массива. Она возвышается в десяти километрах к западу от города Клермон-Ферран, центра департамента Пюи-де-Дом, главного города исторической области Овернь. На русских картах обычно — просто г. Дом, так как слово «пюи» (фр. puy) по-французски собственно и означает «гора, возвышенность». Однако это слово как имя нарицательное ограничено в своем распространении географическими рамками Центрального массива, то есть это местный народный географический термин и поэтому правильнее, наверное, было бы не переводить его на русских картах как «г.», а так прямо и писать на картах: г. Пюи-де-Дом, не боясь тавтологии. Тем более что встречаем же мы то и дело на картах названия вроде г. Монблан (хотя это и значит гора Белая Гора) или г. Джебель (хотя это означает гора Гора)..

## Геология
В плиоцене почти вся территории Франции стала сушей: Армориканский, Центральный массивы и Вогезы испытали поднятие. В Центральном массиве оно было относительно наиболее интенсивным и сопровождалось вспышкой вулканической деятельности; вулканические аппараты хорошо сохранились в рельефе. В Центральном массиве и в других герцинских возвышенностях обнаружены самые крупные в Западной Европе запасы урановой руды; здесь же добываются сурьма, золото и другие цветные металлы.
Моногенетический вулканизм всегда связан с тектоническими процессами, в частности, с процессами рифтинга, включающими поднятие и утонение земной коры, с мантийными поднятиями, плюмами и горячими точками, лежащими в основе активности. В мировом масштабе существуют великолепные рифты, которые можно легко распознать в полевых условиях, например, Ринеграбен-Рифт, Восточно-Африканский рифт, Байкальский рифт. Тектонические особенности, такие как разломы, грабены и горсты, хорошо видны на сейсмических профилях Лиманского грабена, а глубинные процессы связаны с рифтингом. Геологическое картирование также показывает, что существует приподнятый горст Шен-де-Пюи с его варисским гранитным фундаментом и разломный грабен Лимань с его осадочным заполнением кайнозойскими отложениями. Однако интерпретация фотографий и оценка ландшафта четко показывают основные зоны разломов и тектонические модели. Кроме того, крупномасштабные процессы рифтинга повторяются в меньших масштабах, например, в карьере Лемптеги, где в этом геообразовательном объекте можно хорошо увидеть структуры горстов и грабенов, разломы и надвиги.
В глобальном масштабе существует множество рифтовых систем, которые лучше демонстрируют свой тектонический инвентарь, в частности, без растительности. Тем не менее, если мы хотим наглядно показать взаимосвязь и взаимозависимость «начальный подъем — последующий рифтинг — последующий вулканизм», как, например, подчеркивали еще Клоос и Накамура, то ансамбль разломов Шен-де-Пюи — Лимань является настоящей масштабной моделью

## Неполный список вулканов
- Пюи-де-Дом — один из самых посещаемых вулканов в Парке вулканов Оверни, символ департамента и самый высокий вулкан в цепи Шен-де-Пюи, расположенный примерно в 15 км от столицы департамента Клермон-Феррана.
- Пюи-де-Париу (фр. Puy de Pariou) — имеет типичную форму стромболианского вулкана. Кратер вулкана сформирован на самом деле двумя кратерами, один в другом. Центральный кратер — самый высокий и самый недавний — имеет почти идеальную форму круга. Его диаметр составляет 200 метров и наклон 90 м. Два кратера расположены на разных осях, в отличие от, например, вулкана Puy de Côme. Самая высокая точка вулкана Puy de Pariou — 1209 метров над уровнем моря, 250 метров над кристаллизовавшимся фундаментом, формирующим окружающую равнину.
- Пюи-де-Ком (фр. Puy de Côme) — склоны этого древнего стромболианского вулкана покрыты хорошо выровненными лесными насаждениями, что делает его узнаваемым издалека. Это почти идеальный базальтовый конус, достигающий своей кульминации на высоте 1 253 метра. В нем, как и в Пюи-де-Париу, есть два вложенных друг в друга кратера практически на одной оси. Его объём составляет около 190 миллионов кубических метров. Его лавовые потоки, называемые чейрами, являются самыми большими во всей вулканической цепи. Его лава стекала на место современного города Понжибо (фр.) и реки Сьюль (фр.), притока левого берега реки Алье, заставляя её создавать новое русло. Потоки Пюи-де-Ком в результате последовательных извержений достигли толщины 130 метров в 1,5 километрах от вулкана. В 2002 году муниципальное постановление запретило доступ на вершину Пюи-де-Ком, поэтому там можно встретить только отары овец.
- Пюи-де-Саломон (фр. Puy de Salomon) — 1155 м